# Danny Verbeek
Danny Verbeek ('s-Hertogenbosch, 15 agosto 1990) è un calciatore olandese, centrocampista del Den Bosch.

## Carriera

### Club

#### Den Bosch
Fa il suo esordio in prima squadra nella stagione 2009-2010, nella quale gioca 8 partite in Eerste Divisie; l'anno seguente mette a segno 2 reti in 23 presenze in campionato, più altre 2 presenze nei playoff. Nella stagione 2010-2011 realizza invece 7 gol in 31 presenze in campionato, giocando altre 4 partite nei playoff ed una partita in Coppa d'Olanda. Viene riconfermato anche per la stagione successiva, nella quale va a segno per 10 volte in 27 partite di campionato, giocando anche 4 partite nei playoff e 2 partite in Coppa d'Olanda.

#### Standard Liegi ed i prestiti al NAC Breda ed all'Utrecht
Nell'estate del 2012 viene acquistato a titolo definitivo dai belgi dello Standard Liegi, che però lo lasciano in prestito per una stagione al NAC Breda, squadra della massima serie olandese, con cui realizza 4 reti in 25 presenze in campionato e gioca anche 3 partite in Coppa d'Olanda senza mai segnare.